# Tennessee Waltz (album)
Tennessee Waltz è un album di Patti Page, pubblicato dalla casa discografica Mercury Records nel 1952.
L'album contiene il brano The Tennessee Waltz (pubblicato come singolo nel novembre 1950), che stette ai vertici delle classifiche Billboard del 1950 (fine dicembre) e 1951 riservata ai singoli per tredici settimane (vendette sei milioni di copie).

## Tracce

### LP
Lato A
1. The Tennessee Waltz – 3:03 (Redd Stuart, Pee Wee King) – Registrato il 14 ottobre 1950 a New York
2. Would I Love You (Love You, Love You) – 2:55 (Bob Russell, Harold Spina) – Registrato il 4 gennaio 1951 a (possibile) Hollywood
3. Mockin' Bird Hill – 2:59 (Vaughn Horton) – Registrato il 27 gennaio 1951 a New York
4. And So to Sleep Again – 2:55 (Sunny Skylar, Joe Marsala) – Registrato il 18 agosto 1951 a New York

Lato B
1. Mister and Mississippi – 3:10 (Irving Gordon) – Registrato il 24 aprile 1951 a New York
2. Come What May – 2:12 (Vaughn Horton) – Registrato il 14 dicembre 1951 a New York
3. These Things I Offer You – 2:19 (Bennie Benjamin, George David Weiss, Morty Nevins) – Registrato il 24 aprile 1951 a New York
4. Down the Trail of Aching Hearts – 2:54 (Jimmy Kennedy, Nat Simon) – Registrato il 4 gennaio 1951 a (possibile) Hollywood

- Durata brani ricavati dalla Compilation dal titolo The Singles 1946-1952 (3 CD) pubblicato dalla JSP Records (JSP2301)

## Musicisti
- Patti Page – voce
- Jack Rael – conduttore orchestra (eccetto brani: Would I Love You (Love You, Love You) e Down the Trail of Aching Hearts)
- Harry Geller – conduttore orchestra (solo nei brani: Would I Love You (Love You, Love You) e Down the Trail of Aching Hearts)